# Liberty Global
Liberty Global, Inc és una empresa multinacional de telecomunicacions i de televisió, amb seu als Estats Units. Va ser formada el 2005 per la fusió de la branca internacional de Liberty Media i UGC (UnitedGlobalCom), i és un dels majors proveïdors de banda ampla fora dels Estats Units. A 30 de setembre de 2012, va tenir un ingrés anual de $ 10.100.000 de dòlars, 21.000 empleats en 13 països, incloent 11 a Europa. Els seus serveis de cable arriben a 33.700.000 llars, amb 19,6 milions de clients, o 33.100.000 UGIS (subscriptors de vídeo, Internet i veu)
El 5 de febrer de 2013, Liberty Global va anunciar que compraria la companyia britànica de cable Virgin Media per 17,4 Milions d'Euros. L'acord està subjecte a l'aprovació de la majoria dels accionistes de les dues empreses i les aprovacions regulatòries i s'espera que finalitzi en el segon trimestre de 2013.